# Octarrhena cylindrica
Octarrhena cylindrica är en orkidéart som beskrevs av Johannes Jacobus Smith. Octarrhena cylindrica ingår i släktet Octarrhena och familjen orkidéer. Inga underarter finns listade i Catalogue of Life.